# Zahalci (przystanek kolejowy)
Zahalci (ukr. Загальці) – przystanek kolejowy w miejscowości Zahalci, w rejonie buczańskim, w obwodzie kijowskim, na Ukrainie. Położony jest na linii Kijów – Korosteń – Kowel.